# Monophyllus plethodon
Monophyllus plethodon је врста слепог миша из породице Phyllostomidae. 

## Распрострањење
Врста је присутна у Антигви и Барбуди, Барбадосу, Гваделупу, Доминици, Мартинику, Светој Луцији, Светом Винсенту и Гренадинију и Светом Китсу и Невису.

## Станиште
Врста Monophyllus plethodon има станиште на копну.

## Угроженост
Ова врста није угрожена, и наведена је као последња брига јер има широко распрострањење.

### Популациони тренд
Популациони тренд је за ову врсту непознат.